# Helsingfors arbetarförening

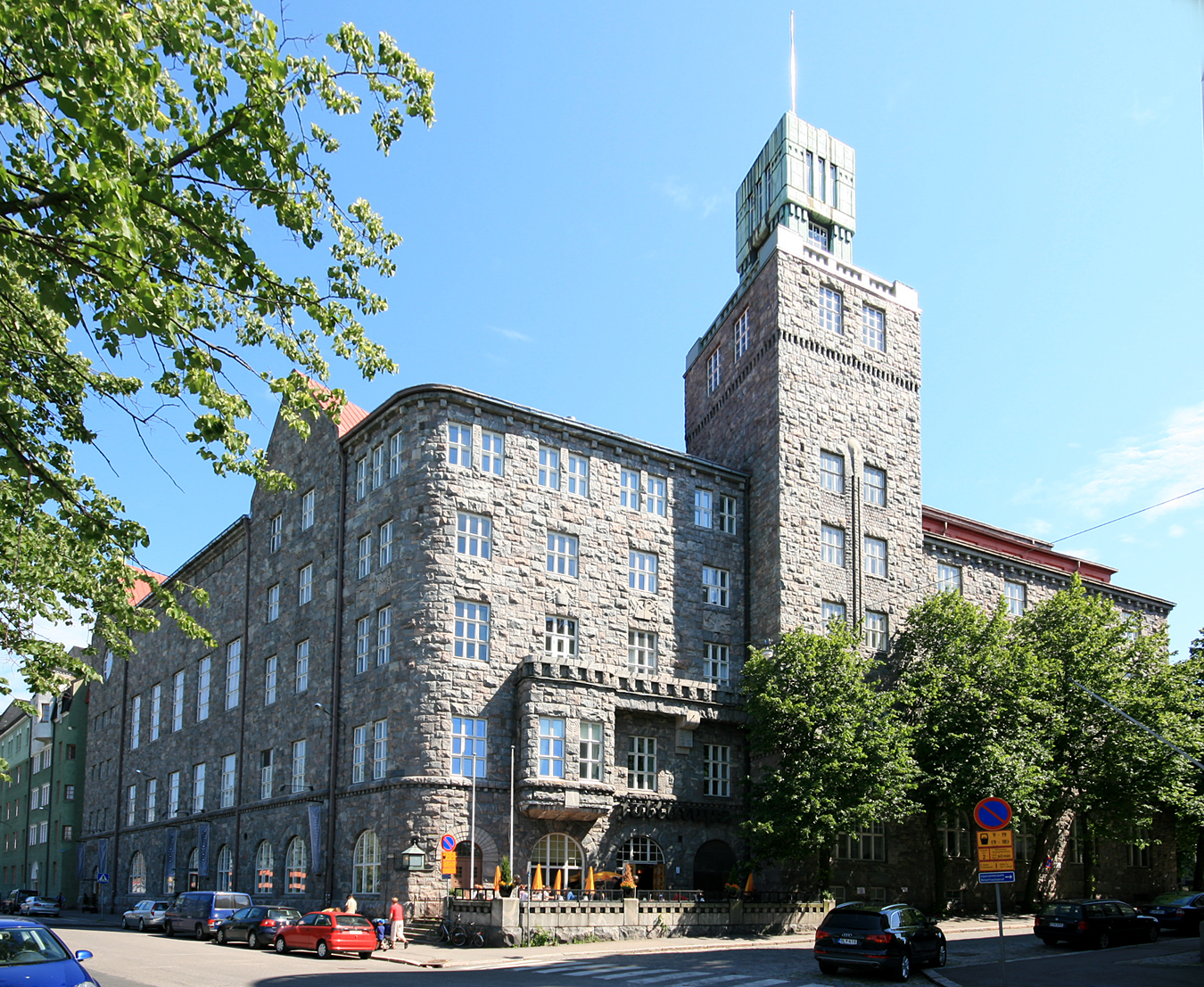
Folkets hus i Berghäll.

Helsingfors arbetarförening (finska: Helsingin työväenyhdistys) är en 1884 grundad arbetarförening i Helsingfors.
Helsingfors arbetarförening grundades på initiativ av Viktor von Wright, som var ordförande till 1894. Den var en ledande arbetarorganisation både under denna tid och vid den finländska arbetarrörelsens övergång till socialismen kring sekelskiftet 1900. De flesta av föreningens svenskspråkiga medlemmar utträdde 1891 och bildade en ny organisation som fick namnet Arbetets vänner. Den är i dag socialdemokratisk till ideologi och namn (Helsingin sosialidemokraattinen työväenyhdistys) samt äger Folkets hus i Berghäll. 
Helsingfors svenska arbetarförening bildades 1898.